# Natação no Campeonato Mundial de Esportes Aquáticos de 2011 - 50 m costas masculino
A prova dos 50 metros nado costas masculino da natação no Campeonato Mundial de Esportes Aquáticos de 2011 ocorreu nos dias 30 de julho e 31 de julho no Shanghai Oriental Sports Center  em Xangai.

## Recordes
Antes desta competição, os recordes mundiais e do campeonato nesta prova eram os seguintes:
| Tipo                  | Atleta       | Tempo | Local | Data                |
| --------------------- | ------------ | ----- | ----- | ------------------- |
|                       | Liam Tancock | 24.04 | Roma  | 2 de agosto de 2009 |
| Recorde do campeonato | Liam Tancock | 24.04 | Roma  | 2 de agosto de 2009 |

## Medalhistas
| Ouro               | Prata                 | Bronze                 |
| Liam Tancock (GBR) | Camille Lacourt (FRA) | Gerhard Zandberg (RSA) |

## Resultados

### Eliminatórias
43 nadadores  de 38 nações participaram da prova. Os 16 melhores competidores se classificaram para as semifinais. 
| Pos. | Bateria | Raia | Nadador                 | Nacionalidade  | Tempo | Notas |
| ---- | ------- | ---- | ----------------------- | -------------- | ----- | ----- |
| 1    | 4       | 5    | Gerhard Zandberg        | África do Sul  | 24.72 | Q     |
| 2    | 6       | 4    | Camille Lacourt         | França         | 25.03 | Q     |
| 3    | 6       | 2    | Helge Meeuw             | Alemanha       | 25.04 | Q     |
| 4    | 4       | 7    | Flori Lang              | Suíça          | 25.12 | Q     |
| 5    | 4       | 2    | Aschwin Wildeboer Faber | Espanha        | 25.14 | Q     |
| 6    | 6       | 5    | Junya Koga              | Japão          | 25.17 | Q     |
| 7    | 4       | 3    | Guy Barnea              | Israel         | 25.18 | Q     |
| 8    | 4       | 4    | Nick Thoman             | Estados Unidos | 25.22 | Q     |
| 8    | 5       | 5    | David Plummer           | Estados Unidos | 25.22 | Q     |
| 10   | 5       | 4    | Liam Tancock            | Reino Unido    | 25.26 | Q     |
| 10   | 5       | 1    | Aristeidis Grigoriadis  | Grécia         | 25.26 | Q     |
| 12   | 6       | 1    | Mirco di Tora           | Itália         | 25.28 | Q     |
| 13   | 5       | 6    | Hayden Stoeckel         | Austrália      | 25.29 | Q     |
| 14   | 6       | 3    | Ashley Delaney          | Austrália      | 25.33 | Q     |
| 14   | 6       | 6    | Bastiaan Lijesen        | Países Baixos  | 25.33 | Q     |
| 16   | 5       | 8    | Charles Francis         | Canadá         | 25.43 | Q     |
| 17   | 5       | 3    | Sun Xiaolei             | China          | 25.44 |       |
| 18   | 5       | 7    | Cheng Feiyi             | China          | 25.52 |       |
| 19   | 4       | 1    | Guilherme Guido         | Brasil         | 25.58 |       |
| 20   | 5       | 2    | Vitaly Borisov          | Rússia         | 25.60 |       |

| Ver o restante da classificação | Ver o restante da classificação | Ver o restante da classificação | Ver o restante da classificação | Ver o restante da classificação | Ver o restante da classificação | Ver o restante da classificação |
| Pos.                            | Bateria                         | Raia                            | Nadador                         | Nacionalidade                   | Tempo                           | Notas                           |
| ------------------------------- | ------------------------------- | ------------------------------- | ------------------------------- | ------------------------------- | ------------------------------- | ------------------------------- |
| 21                              | 4                               | 8                               | Pavel Sankovich                 | Bielorrússia                    | 25.80                           |                                 |
| 22                              | 6                               | 7                               | Daniel Bell                     | Nova Zelândia                   | 25.91                           |                                 |
| 23                              | 3                               | 3                               | Roko Šimunić                    | Croácia                         | 26.07                           |                                 |
| 24                              | 3                               | 4                               | Pedro Medel                     | Cuba                            | 26.08                           |                                 |
| 25                              | 6                               | 8                               | Federico Grabich                | Argentina                       | 26.13                           |                                 |
| 26                              | 3                               | 6                               | Jean-François Schneiders        | Luxemburgo                      | 26.70                           |                                 |
| 27                              | 3                               | 7                               | Oliver Elliot Banados           | Chile                           | 26.72                           | Recorde nacional                |
| 28                              | 3                               | 1                               | Zane Jordan                     | Zâmbia                          | 27.12                           |                                 |
| 29                              | 3                               | 2                               | Boris Kirillov                  | Azerbaijão                      | 27.25                           |                                 |
| 30                              | 2                               | 4                               | Emile Bakale                    | República do Congo              | 28.34                           |                                 |
| 31                              | 3                               | 8                               | Antonio Tong                    | Macau                           | 28.46                           |                                 |
| 32                              | 2                               | 5                               | Alban Laye-Joseph Diop          | Senegal                         | 29.02                           |                                 |
| 33                              | 1                               | 3                               | Kerson Hadley                   | Estados Federados da Micronésia | 30.46                           |                                 |
| 34                              | 2                               | 2                               | Ahmed Atari                     | Catar                           | 32.37                           |                                 |
| 35                              | 2                               | 7                               | Husam Ahmed                     | Maldivas                        | 33.44                           |                                 |
| 36                              | 2                               | 1                               | Mulualem Girma                  | Etiópia                         | 33.85                           |                                 |
| 37                              | 1                               | 4                               | Phathana Inthavong              | Laos                            | 35.30                           |                                 |
| 38                              | 2                               | 8                               | Mohamed Eltayeb                 | Sudão                           | 35.98                           |                                 |
| 39                              | 1                               | 5                               | Thierry Videgni                 | Benim                           | 42.95                           |                                 |
| –                               | 2                               | 3                               | Adbulrahman Alishaq             | Catar                           |                                 | DNS                             |
| –                               | 2                               | 6                               | Folarin Ogunsola                | Gâmbia                          |                                 | DNS                             |
| –                               | 3                               | 5                               | Omar Pinzón                     | Colômbia                        |                                 | DNS                             |
| –                               | 4                               | 6                               | Ryosuke Irie                    | Japão                           |                                 | DNS                             |

### Semifinal
Estes são os resultados das semifinais. 

#### Semifinal 1
| Pos. | Raia | Nadador         | Nacionalidade  | Tempo | Notas |
| ---- | ---- | --------------- | -------------- | ----- | ----- |
| 1    | 2    | Liam Tancock    | Reino Unido    | 24.62 | Q     |
| 2    | 4    | Camille Lacourt | França         | 24.85 | Q     |
| 3    | 6    | Nick Thoman     | Estados Unidos | 25.03 | Q     |
| 4    | 5    | Flori Lang      | Suíça          | 25.07 | Q     |
| 5    | 3    | Junya Koga      | Japão          | 25.14 |       |
| 6    | 7    | Mirco di Tora   | Itália         | 25.40 |       |
| 7    | 1    | Ashley Delaney  | Austrália      | 25.43 |       |
| 8    | 8    | Charles Francis | Canadá         | 25.56 |       |

#### Semifinal 2
| Pos. | Raia | Nadador                 | Nacionalidade  | Tempo | Notas |
| ---- | ---- | ----------------------- | -------------- | ----- | ----- |
| 1    | 4    | Gerhard Zandberg        | África do Sul  | 24.91 | Q     |
| 2    | 3    | Aschwin Wildeboer Faber | Espanha        | 24.99 | Q     |
| 3    | 2    | David Plummer           | Estados Unidos | 25.03 | Q     |
| 4    | 6    | Guy Barnea              | Israel         | 25.09 | Q     |
| 5    | 1    | Hayden Stoeckel         | Austrália      | 25.20 |       |
| 6    | 5    | Helge Meeuw             | Alemanha       | 25.20 |       |
| 7    | 7    | Aristeidis Grigoriadis  | Grécia         | 25.46 |       |
| 8    | 8    | Bastiaan Lijesen        | Países Baixos  | 25.51 |       |

### Final
Estes são os resultados da final.
| Pos.              | Raia | Nadador                 | Nacionalidade  | Tempo | Notas |
| ----------------- | ---- | ----------------------- | -------------- | ----- | ----- |
| Medalha de ouro   | 4    | Liam Tancock            | Reino Unido    | 24.50 |       |
| Medalha de prata  | 5    | Camille Lacourt         | França         | 24.57 |       |
| Medalha de bronze | 3    | Gerhard Zandberg        | África do Sul  | 24.66 |       |
| 4                 | 6    | Aschwin Wildeboer Faber | Espanha        | 24.82 |       |
| 5                 | 7    | David Plummer           | Estados Unidos | 24.92 |       |
| 6                 | 2    | Nick Thoman             | Estados Unidos | 25.01 |       |
| 6                 | 8    | Guy Barnea              | Israel         | 25.01 |       |
| 8                 | 1    | Flori Lang              | Suíça          | 25.15 |       |

Legenda
| Recorde mundial       | Recorde mundial (World record)               |                       | Recorde africano                      | Recorde africano (African) |                                           | Q | Classificado por posição (Qualified) |
| Recorde do campeonato | Recorde do campeonato (Championship record)  | Recorde da América    | Recorde da América (Americas)         | q                          | Classificado por melhor tempo (Qualified) |   |                                      |
| Melhor marca do ano   | Melhor marca do ano (World leading)          | Recorde asiático      | Recorde asiático (Asian)              | DNS                        | Não largou (Did not start)                |   |                                      |
| Recorde nacional      | Recorde nacional (National record)           | Recorde europeu       | Recorde europeu (European)            | DNF                        | Não terminou (Did not finish)             |   |                                      |
| Recorde pessoal       | Recorde pessoal do atleta (Personal best)    | Recorde da Oceania    | Recorde da Oceania (Oceania)          | DSQ / DQ                   | Desclassificado (Disqualified)            |   |                                      |
| Recorde da temporada  | Recorde da temporada do atleta (Season best) | Recorde sul-americano | Recorde sul-americano (South America) | NM                         | Sem marca (No mark)                       |   |                                      |